# 홍지유 (배우)
홍지유(본명: 홍수아, 1998년 6월 29일 ~ )는 대한민국의 배우이다.

## 출연작

### 드라마
- 《왜 오수재인가》 (SBS, 2022년)

### 웹드라마
- 《러브캠퍼스》 (씬앤박스, 2021년) - 서하윤 역
- 《일진에게 남사친을 빼앗겼다》 (치즈필름, 2021년) - 수아 역
- 《좋은 여사친 나쁜 여사친 이상한 여사친》 (고기필름, 2021년) - 수아 역
- 《친구 무리에서 날 시녀 취급하는 서열 1위를 참교육했다》 (팡팡스튜디오, 2022년) - 수아 역
- 《돈 없다고 묘하게 시녀 취급하는 금수저 친구를 참교육했다》 (팡팡스튜디오, 2022년) - 수아 역
- 《여자들은 99% 아는 극혐 이간질 기싸움 친구 참교육》 (팡팡스튜디오, 2022년) - 수아 역

### 공연
- 《나의PS파트너》 (2022년) - 소연 역